# Trăn gấm
Trăn gấm, Trăn vua hay Trăn mắt lưới châu Á (tên khoa học Python reticulatus) là một loại trăn lớn, thuộc họ Trăn (Pythonidae) và chi cùng tên (Python), sống ở vùng Đông Nam Á. Loài này được Schneider mô tả khoa học đầu tiên năm 1801.

## Mô tả
Trăn gấm có đầu dài, nhỏ, màu vàng nhạt hay nâu, có một vệt xám đen mảnh chạy dọc chính giữa từ mõm tới gáy nối liền với vết trên lưng. Một vệt đen khác từ sau mắt chạy xiên xuống góc mép. Trên thân và đuôi có các đường xám đen nối với nhau tạo thành dạng mắt dưới nổi trên nền màu vàng nâu. Bụng vàng nhạt đôi khi đốm sáng nhạt. Chiều dài cơ thể có lên đến 9,75 mét (32,0 ft), dài hơn chút so với trăn khổng lồ anaconda (loài trăn lớn nhất thế giới về trọng lượng). Trên thực tế, trăn gấm là thành viên thuộc phân họ Rắn dài nhất thế giới, trong lich sử người ta đã nhìn thấy những con có chiều dài lên đến 10,75 mét, nhưng chưa được xác nhận, và cũng là loài bò sát dài nhất thế giới tuy nhiên cơ thể chúng lại khá thon, không mập mạp như nhiều loài trăn khác. Chúng có thể nặng 282,5 kg, cân nặng chỉ khiêm tốn hơn so với trăn anaconda.
Giống như các loại trăn khác, trăn gấm không có nọc độc và vì vậy chúng giết con mồi bằng cách dùng thân quấn quanh con vật và siết nó cho đến chết. Mặc dù loài trăn gấm đủ khỏe để giết người, chúng không được xem là loài động vật nguy hiểm cho con người và trường hợp người bị chúng tấn công rất ít khi xảy ra. Là loài động vật bơi lội giỏi, trăn gấm có thể di cư đến sinh sống ở những hòn đảo nhỏ nằm gần bờ. Tên khoa học "reticulatus" (có nghĩa là "mắt lưới") có liên quan đến những họa tiết đặc trưng trên da chúng.

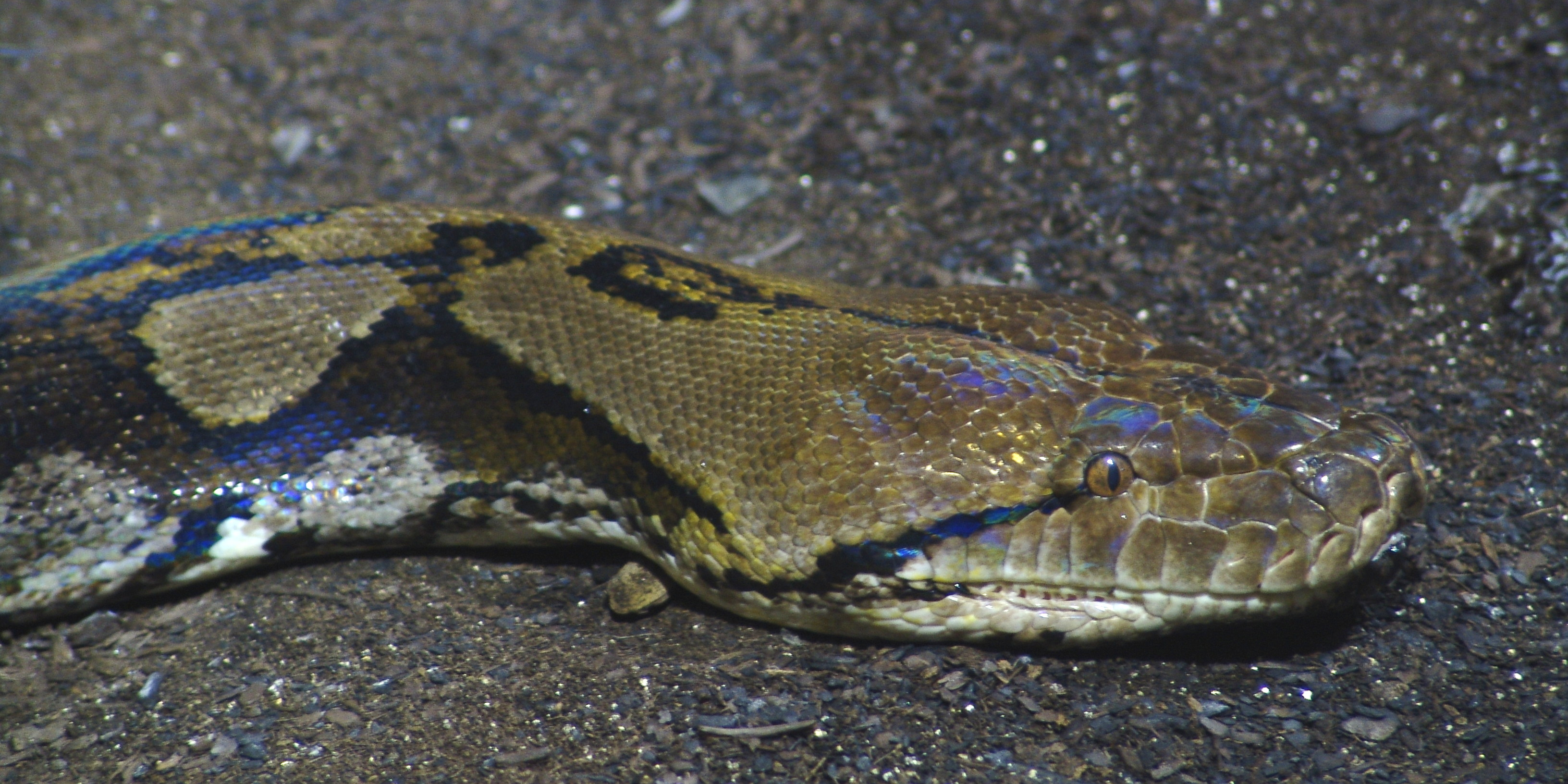
Phần đầu của một con trăn gấm.

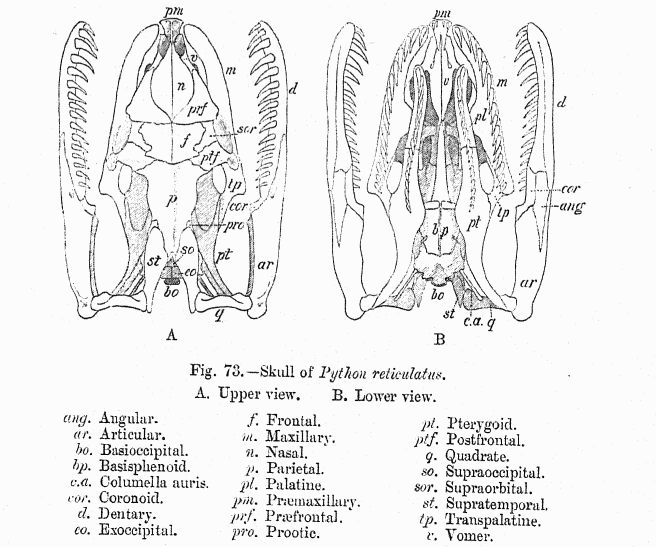
Sơ đồ về xương sọ của trăn gấm.

Nhìn chung, trong truyền thuyết cho rằng đã nhìn thấy những con trăn gấm đạt chiều dài 20 mét (66 ft). Một trong những cá thể dài nhất sống ở vùng Balikpapan, Đông Kalimantan, Indonesia có chiều dài và cân nặng (được đo trong tình trạng gây mê và đã nhịn đói 3 tháng) dài là 7,52 mét (24,7 ft) và nặng 152 kilôgam (335 lb).
Những thông tin về các cá thể dài hơn chiều dài đó vài foot đã được công bố rộng rãi, tuy nhiên chúng chưa được kiểm chứng. Một trong số đó là một con trăn đực mang tên là Colossus có chiều dài tối đa lên đến 8,7 mét (29 ft) - với việc đo đạc được thực hiện tại Vườn thú Higland Park (nay là Vườn thú Pittsburgh và Công viên thủy sinh PPG) ở Pittsburgh, Pennsylvania trong các thập niên 1950 và đầu thập niên 1960; tuy nhiên các kết quả đó được cho là không chính xác. Sau khi Colossus chết, ngày 14 tháng 1 năm 1963 xác của nó được gửi cho Bảo tàng Lịch sử tự nhiên Carnegie. Tại đó, bộ xương của Colossus được đo đạc và cho kết quả chiều dài là 20 feet 10 in (9,37 mét), ngắn hơn rất nhiều so với kết quả được Barton và Allen công bố trước đó. Có thể những người đo đạc trước kia đã tự tăng chiều dài của con vật thêm vài foot để bù cho những chỗ xoắn vì việc kéo thẳng hoàn toàn một con vật to và dài như vậy gần như là không thể. Do kích thước quá to lớn, xác con vật không thể được bảo quản bằng cách ngâm trong fomanđêhít và cồn, vì vậy nó được trưng bày dưới dạng bộ xương đã được tháo rời thành từng mảnh. Còn bộ da con vật được đưa vào phòng thí nghiệm để thuộc, nhưng bộ da này đến nay đã bị thất lạc.
Hiện nay có nhiều thông tin về những cá thể trăn còn dài hơn thế, tuy nhiên do chưa có cá thể nào được đạc bởi các khoa học gia hay được trưng bày ở viện bảo tàng, các thông tin trên được cho là sai lầm hoặc chưa được chứng thực. Hội Động vật học New York (từ năm 1993 là Hội Bảo tồn Động vật hoang dã) đã treo một phần thưởng trị giá 50.000 Mỹ kim trao cho bất cứ ai tìm được một con trăn sống và khỏe mạnh có chiều dài hơn 9,1 mét (30 ft), tuy nhiên cho tới nay chưa có ai được vinh dự là người lãnh phần giải thưởng này.
Về hình dạng, trăn gấm có đầu dài, nhỏ, màu vàng nhạt hay nâu, có một vệt xám đen mảnh chạy dọc chính giữa từ mõm tới gáy nối liền với vết trên lưng. Một vệt đen khác từ sau mắt chạy xiên xuống góc mép. Trên thân và đuôi có các đường xám đen nối với nhau tạo thành dạng mắt dưới nổi trên nền màu vàng nâu. Bụng vàng nhạt đôi khi đốm sáng nhạt. Bộ da con vật mang nhiều hoa văn với các màu sắc khác nhau. Nhìn chung, lưng con vật mang các hoạt tiết hình thoi được sắp xếp không theo quy tắc nào, viền bởi những vệt hoa văn nhỏ hơn có vùng trung tâm màu nhạt. Do trăn gấm phân bổ trên một khu vực địa lý rộng lớn, loài vật này mang nhiều kiểu màu da và kích thước khác nhau. Những con trăn gấm trong các vườn thú, thường có màu sắc sặc sỡ nhưng trong vùng rừng rậm âm u, trên mặt đất có nhiều lá rụng cùng các loại vụn hữu cơ khác thì kiểu màu sặc sỡ này lại giúp con vật ngụy trang rất tốt. Kiểu màu sắc này được gọi là "màu sắc phá vỡ" và nó có tác dụng giúp loài trăn đất lẩn trốn được kẻ thù cũng như khiến con mồi không nhận ra sự hiện diện của trăn.

## Phân loài
3 phân loài của trăn gấm đã được đề xuất, tuy nhiên chúng chưa được công nhận bởi Hệ thống thông tin phân loài hợp nhất (Integrated Taxonomic Information System - ITIS). Màu sắc và kích cỡ của chúng có thể thay đổi nhiều tùy theo mô tả của các phân loài. Phân bổ địa lý là yếu tố quan trọng để thiết lập nên một phân loài trăn gấm, vì mỗi phân loài được đề xuất có một vùng phân bổ địa lý rất khác nhau.
- P. r. reticulatus, Schneider (1801) - được gọi tắt là "retics" trong cộng đồng những người chăn nuôi bò sát.
- P. r. jampeanus, Auliya et al. (2002) - trăn gấm lùn Kayaudi hay trăn gấm Jampea, có chiều dài bằng một nửa bình thường,[15] hay theo Auliya et al. (2002) thì không dài quá 2 mét.[14] Found on Tanahjampea in the Selayar Archipelago south of Sulawesi. Closely related to P. r. reticulatus of the Lesser Sundas.[14]
- P. r. saputrai, Auliya et al. (2002) - trăn gấm Selayer. Được tìm thấy ở đảo Selayar tại quần đảo Selayar, nằm kế bên Sulawesi. Phân loài này đại diện cho nhóm chị em của tất cả những quần thể trăn gấm được nghiên cứu.[14] According to Auliya et al. (2002) it does not exceed 4 m in length.[14]

Hai phân loài sau là sản phẩm của hiện tượng lùn hóa trên đảo. Quần thể trên quần đảo Sangihe dường như chính là một phân loài khác có vai trò là nhánh gốc của nhánh P. r. reticulatus và P. r. jampeanus, tuy nhiên điều này chưa được mô tả một cách chính thức.
Các phân loài dalegibbonsi, euanedwardsi, haydnmacphiei, neilsonnemani, patrickcouperi and stuartbigmorei chỉ mới được đề xuất chứ chưa được chấp nhận rộng rãi.
Một nghiên cứu phân loài học của trăn gần đây cho kết quả rằng, có khả năng, trăn gấm lẫn trăn Timor là hai họ hàng gần gũi hơn của các loại trăn Á-Úc so với các thành viên khác của chi Trăn, vì vậy chúng nên được xếp vào một chi riêng là Broghammerus.

## Phân bổ địa lý
Trăn gấm phân bổ ở khu vực Đông Nam Á, từ quần đảo Nicobar, Tây Bắc Ấn Độ, Bangladesh, Myanmar, Thái Lan, Lào, Campuchia, Việt Nam, Malaysia, Singapore cho tới tận Indonesia và quần đảo Indo-Australia (Sumatra, quần đảo Mentawai, quần đảo Natuna, Borneo, Sulawesi, Java, Lombok, Sumbawa, Sumba, Flores, Timor, quần đảo Maluku, quần đảo Tanimbar) và Philippines (Basilan, Bohol, Cebu, Leyte, Luzon, Mindanao, Mindoro, quần đảo Negro, Palawan, Panay, Polillo, Samar, Tawi-Tawi). The original description does not include a type locality. Restricted to "Java" by Brongersma (1972). Do là loài động vật biến nhiệt, trăn gấm cũng thường chỉ sống ở những vùng khí hậu nhiệt đới ấm áp để đảm bảo nhiệt độ cơ thể của chúng không bị tụt xuống quá thấp.

## Môi trường sống
Trăn gấm sống trong các khu rừng mưa, rừng, và gần các đồng cỏ. Chúng cũng xuất hiện gần các sông và được tìm thấy tại các khu vực lân cận những con suối và hồ. Con vật giành phần lớn thời gian của chúng trên cây, nhưng đôi khi cũng có thể tìm thấy chung trong môi trường nước. Do là loài động vật bơi lội giỏi, trăn gấm đã được ghi nhận tại các vùng biển khơi và đã vượt biển sang nhiều đảo nhỏ (gần bờ) để sinh sống. Vào đầu thế kỷ 20, trăn gấm thường xuyên được tìm thấy ngay cả ở những nơi đông đúc nhất của Băng Cốc, đôi khi chúng bắt và ăn thịt những con vật nuôi.

## Hình ảnh

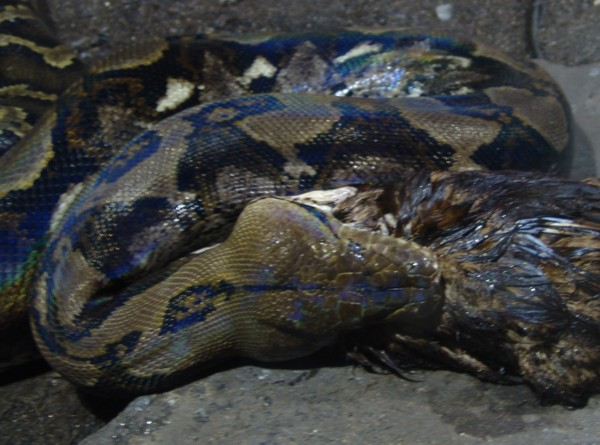
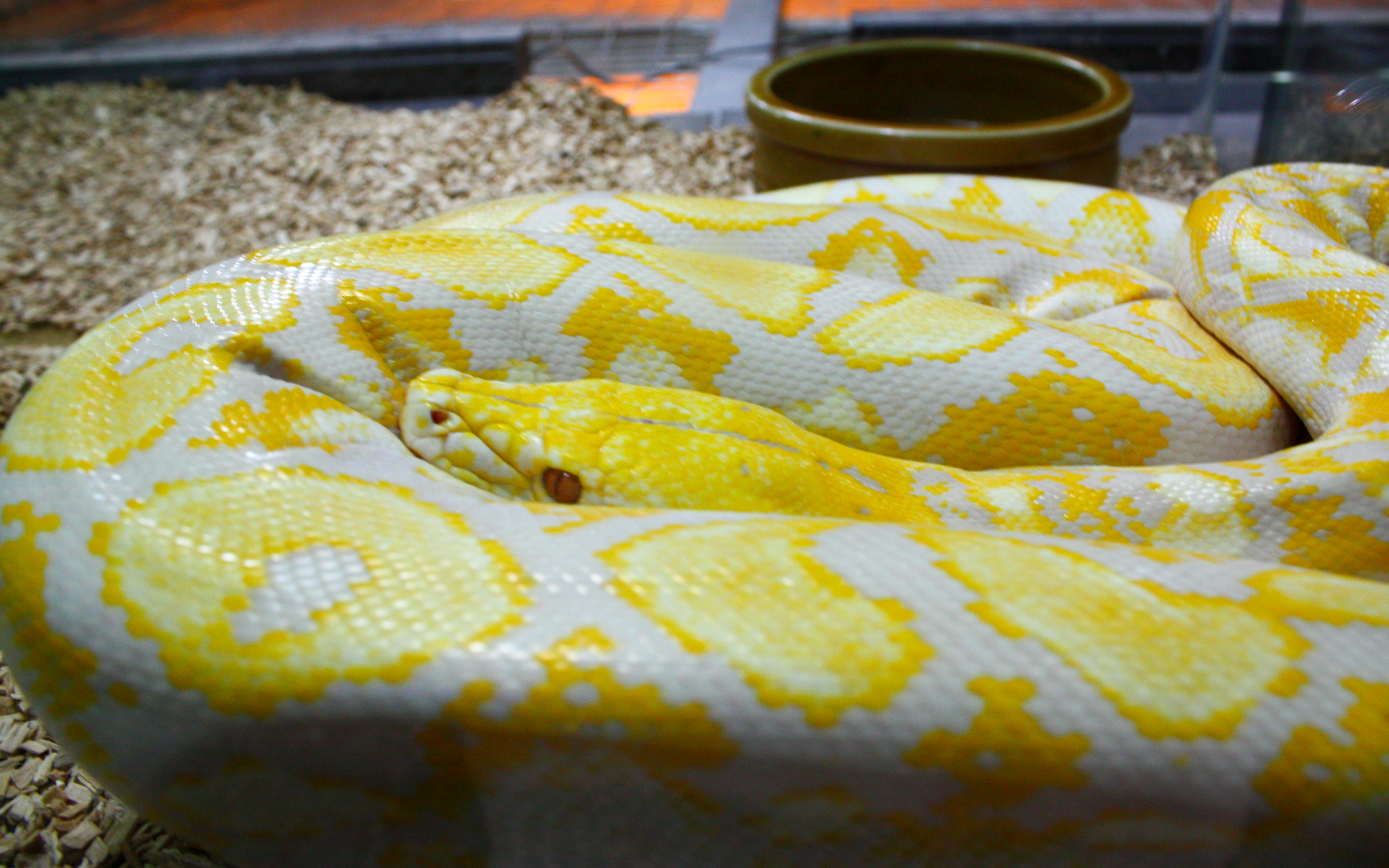
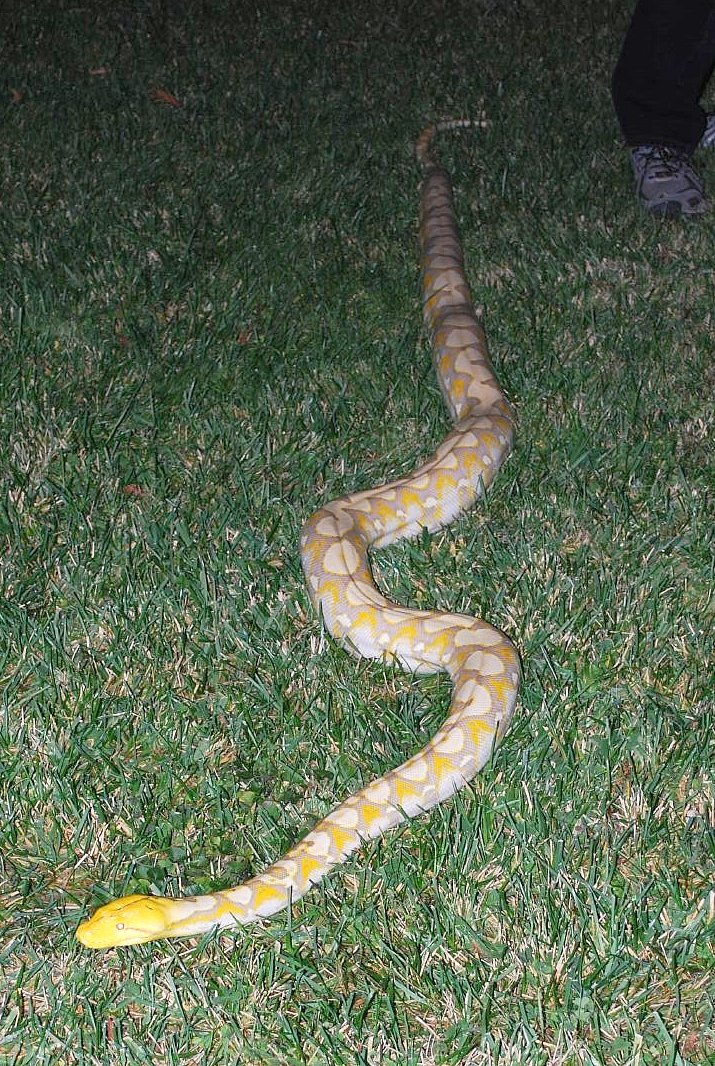
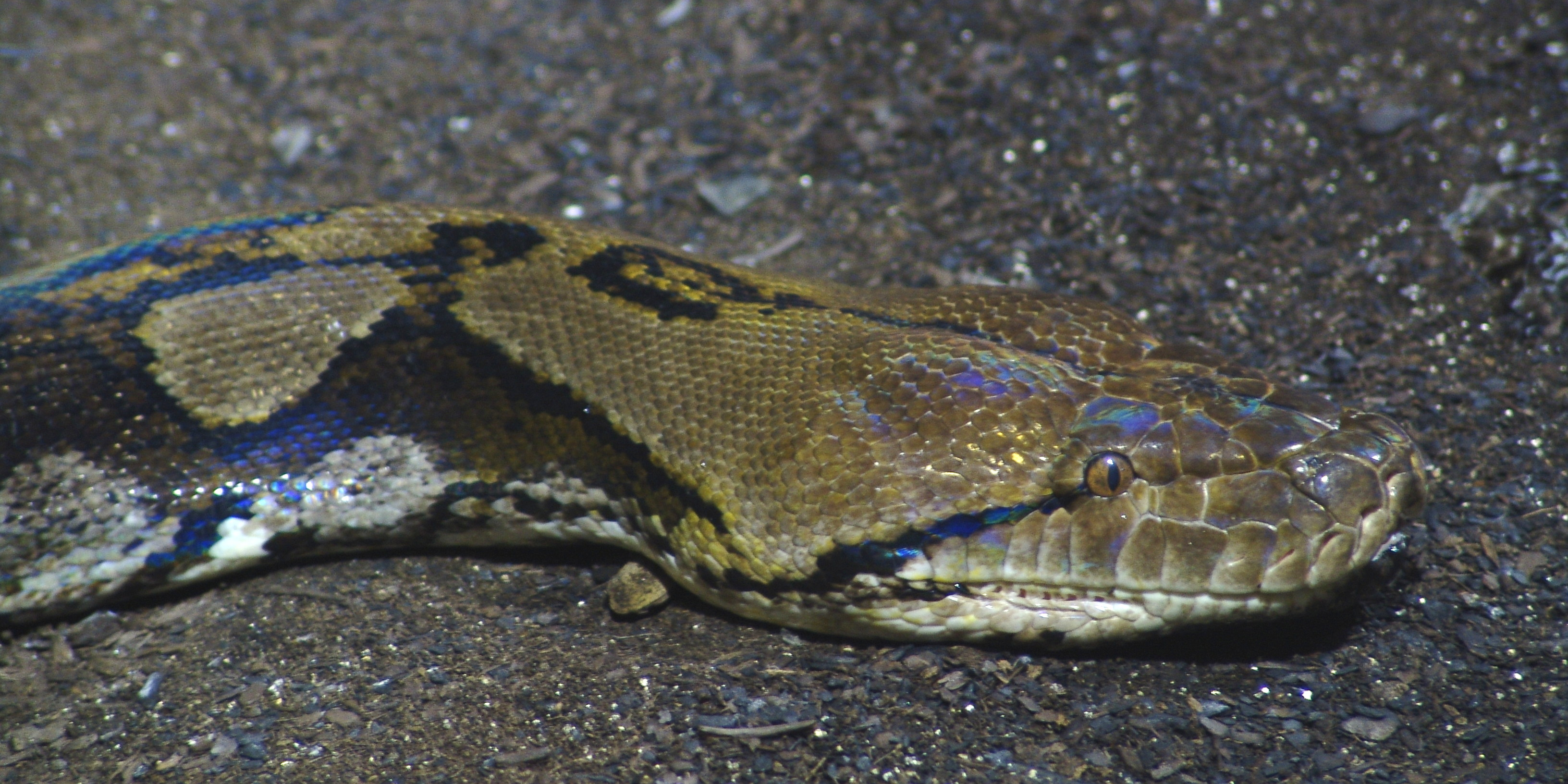